# پتروپاولوسک
پتروپاولوسک (انگلیسی: Petropavlovsk) شرکت استخراج معدن بریتانیایی است، که در سال ۱۹۹۴ تأسیس شد.